# Село Ш. Кодаманова
Село Ш. Кодаманова (каз. Ш.Қодаманов, до 1997 г. — Тонкерис) — село в Чиилийском районе Кызылординской области Казахстана. Административный центр и единственный населённый пункт Тонкерисского сельского округа. Код КАТО — 435263100.

## Население
В 1999 году население села составляло 2789 человек (1417 мужчин и 1372 женщины). По данным переписи 2009 года, в селе проживали 2742 человека (1368 мужчин и 1374 женщины).